# Warganism
Warganism – rumuńska grupa muzyczna powstała w 1995 roku pod nazwą Dies Irae. W 2008 roku grupa zmieniła nazwę na Warganism. Tego samego roku ukazał się drugi album zespołu zatytułowany Centipede wydany nakładem wytwórni muzycznej Taine Records.

## Historia
Zespół powstał w 1995 roku w Bukareszcie, jako grupa grająca heavy metal. Pierwsze nagrania demo zespołu ukazały się w 1996 roku. Rok później ukazał się split Dies Irae z zespołem God zatytułowana A Perennial Spleen / Iconografic & Apotropaic. W 1998 roku ukazał się pierwszy album grupy Gargoyles wydany nakładem wytwórni muzycznej Bestial Records.
W 2000 roku ukazał się singel pt. Warganism do którego został zrealizowany pierwszy teledysk w historii grupy. Rok później grupę opuścił perkusista Victor Stoica, który wyjechał do Stanów Zjednoczonych aby ukończyć studia. W 2005 roku Stoica wrócił do Rumunii ponownie dołączając do grupy, z którą nagrał singel Shadow Boxing, wydany rok później.
W 2008 roku grupa zmieniła nazwę na Warganism. Tego samego roku ukazał się drugi album zespołu zatytułowany Centipede, wydany nakładem wytwórni muzycznej Taine Records.

## Muzycy

### Obecny skład zespołu
- Radu Iordache – wokal (1995–)
- Sorin Stoian – gitara (1995–)
- Marian Stoenica – gitara (1997–)
- Victor Stoica – perkusja (1995–)
- Ioachim Stroe – gitara basowa (1995–)

## Dyskografia
- Demo (1996, demo, jako Dies Irae)
- Dies Irae Live (1996, demo, jako Dies Irae)
- Dies Irae (1996, demo, jako Dies Irae)
- A Perennial Spleen / Iconografic & Apotropaic (1997, split, jako Dies Irae)
- Gargoyles (1998, album, jako Dies Irae)
- Warganism (1999, demo, jako Dies Irae)
- Warganism (2000, singel, jako Dies Irae)
- Shadow Boxing (2006, singel, jako Dies Irae)
- Centipede (2008, jako Warganism)